# Guerrilla Jiu-Jitsu
Il Guerrilla Jiu-Jitsu è uno stile ibrido di Brazilian Jiu-Jitsu fondato dal Judoka Dave Camarillo nel 2006.

## Storia
Camarillo proviene da una lunga generazione di praticanti di Judo, e dopo un infortunio durante un allenamento del medesimo, decise di iniziare a praticare Brazilian Jiu-Jitsu, ottenendo la sua cintura nera sotto Ralph Gracie dopo 6 anni.

## Tecniche
Il sistema di Camarillo è un misto di tecniche di grappling prese dal Judo, dal Brazilian Jiu-Jitsu e dalla lotta. È uno stile considerato molto aggressivo, che si focalizza sulle sottomissioni quanto sulle posizioni.